# Ахмедалылар
Ахмедалыла́р (азерб. Əhmədalılar) — село в Физулинском районе Азербайджана, в 23 км от города Физули.

## История
По данным «Свода статистических данных о населении Закавказского края, извлеченных из посемейных списков 1886 года», в селе Ахмед-Алилар (другое название — Новруз-Алилар) Агалыхского сельского округа Джебраильского уезда Елизаветпольской губернии был 21 дым и проживало 121 азербайджанца (указаны как «татары»), по вероисповеданию — шиитов. Всё население являлось владельческими крестьянами. По данным «Кавказского календаря» на 1912 год в селе Ахмедалилар Карягинского уезда проживало 205 человек, в основном азербайджанцев, указанных в календаре как «татары».
В советское время в селе действовал колхоз, пожертвовавший в годы Великой Отечественной войны 120 кг шерсти в фонд обороны.
В августе 1993 году, во время Первой карабахской войны, село Ахмедалылар, расположенное вблизи зоны военных действий, оказалось захвачено армянскими войсками и подверглось разрушению. Жители покинули село. В январе 1994 года, в ходе зимнего контрнаступления, азербайджанской армии удалось восстановить контроль над Ахмедалыларом и вернуть туда жителей.
В Ахмедалыларе имеется средняя школа. В 2011 году село было газифицировано.
Неподалёку от села расположен Ахмедалларский мавзолей (XIII век).